# Сан-Франсиску (Сержипи)
Сан-Франсиску (порт. São Francisco) — муниципалитет в Бразилии, входит в штат Сержипи. Составная часть мезорегиона Восток штата Сержипи. Входит в экономико-статистический микрорегион Жапаратуба. Население составляет 2761 человек на 2006 год. Занимает площадь 86,8 км². Плотность населения — 31,81 чел./км².

## История
Город основан в 1963 году.

## Статистика
- Валовой внутренний продукт на 2004 составляет 9 011 214,00 реалов (данные: Бразильский институт географии и статистики).
- Валовой внутренний продукт на душу населения на 2004 составляет 3348,65 реала (данные: Бразильский институт географии и статистики).
- Индекс развития человеческого потенциала на 2000 составляет 0,629 (данные: Программа развития ООН).